# Nizina Północnopodlaska
Nizina Północnopodlaska (843.3) stanowi geomorfologiczne przedłużenie Nizin Środkowopolskich, od których różni się pod względem klimatycznym i geobotanicznym, a także wgłębną strukturą geologiczną. 
Granicę zachodnią stanowi dolina Narwi pod Łomżą i wschodnie podnóża południkowego wału Czerwonego Boru, wschodnią – okolice Grodna na Białorusi oraz dolina Świsłoczy (dopływ Niemna), południową – północny skraj doliny środkowego Bugu, północną zaś – zasięg ostatniego zlodowacenia. Północno-wschodnia część niziny ma znaczne wyniosłości osiągające na Wzgórzach Sokólskich 238 m n.p.m. Natomiast w północno-zachodniej części występują znaczne tereny bagienne. Południowo-zachodnia część niziny (na południe od Narwi) jest mało urozmaicona. Wschodnia część niziny jest pokryta w większości lasami (Puszczy Białowieskiej, Buksztelskiej, Knyszyńskiej).
Główne miasta leżące na Nizinie Północnopodlaskiej to: Białystok, Bielsk Podlaski, Łapy, Hajnówka i Zambrów.

## Mezoregiony
W ramach makroregionu Nizina Północnopodlaska wyróżniamy 8 mezoregionów:
- Wysoczyzna Kolneńska
- Kotlina Biebrzańska
- Wysoczyzna Białostocka
- Wzgórza Sokólskie
- Wysoczyzna Wysokomazowiecka
- Dolina Górnej Narwi
- Równina Bielska
- Wysoczyzna Drohiczyńska